# 🍯
🍯 (U+1F36F) is een emoji uit de Unicode-karakterset die een pot honing voorstelt. Deze emoji is in 2010 geïntroduceerd met de Unicode 6.0-standaard.
De emoji heeft verschillende mogelijke betekenissen:
- zoetigheid: dit kan zowel letterlijk (zoals honing) als figuurlijk (aangenaam, leuk) bedoeld worden.[2][3]
- aantrekkelijkheid van iets of een persoon.[2]
- kleur: de honing wijst op een kleur van goud of amber.[2]
- Winnie de Poeh: dit personage is dol op honing.[2]
- honeypot: een computersysteem dat cyberaanvallen uitlokt.[2]
- vagina: in gebruik bij sexting.[4][5]

Hoe de honingpot er precies uit ziet, is afhankelijk van het systeem of programma dat men gebruikt.